# Josef Schiller (Politiker)
Josef Schiller (geboren 19. September 1873 in Tuschkau bei Mies, Österreich-Ungarn; gestorben 1. November 1929 in Karlsbad) war ein österreichisch-tschechoslowakischer Gewerkschafter und Politiker. 

## Leben
Josef Schiller war Eisenbahner und gewerkschaftlich und gesellschaftspolitisch aktiv. Er wurde Mitglied der Sozialdemokratischen Arbeiterpartei in Österreich-Ungarn. Nach dem Ersten Weltkrieg wurde Schiller in der Tschechoslowakei  Gewerkschaftssekretär des „Verbandes der Eisenbahner“ mit Sitz in Aussig. 
Bei den ersten Parlamentswahlen 1920 stand er auf der Wahlliste der Deutschen sozialdemokratischen Arbeiterpartei (DSAP) für den Tschechoslowakischen Senat. Nach dem Tod Wilhelm Kiesewetters erhielt er im Mai 1925 dessen Mandat. Schiller schied zum Ende der Wahlperiode 1925 aus dem Senat aus. Im Januar 1928 war er Delegierter beim ersten Kongress aller sozialdemokratischen Parteien der Tschechoslowakei in Prag. Schiller wurde in den Stadtrat von Aussig gewählt. 